# Záboří u Českých Budějovic
Záboří (deutsch Sabor, früher auch Saborsch bzw. Saborz) ist eine Gemeinde in Tschechien. Sie liegt 16 km nordwestlich von Budweis in Südböhmen und gehört zum Okres České Budějovice.

## Geographie

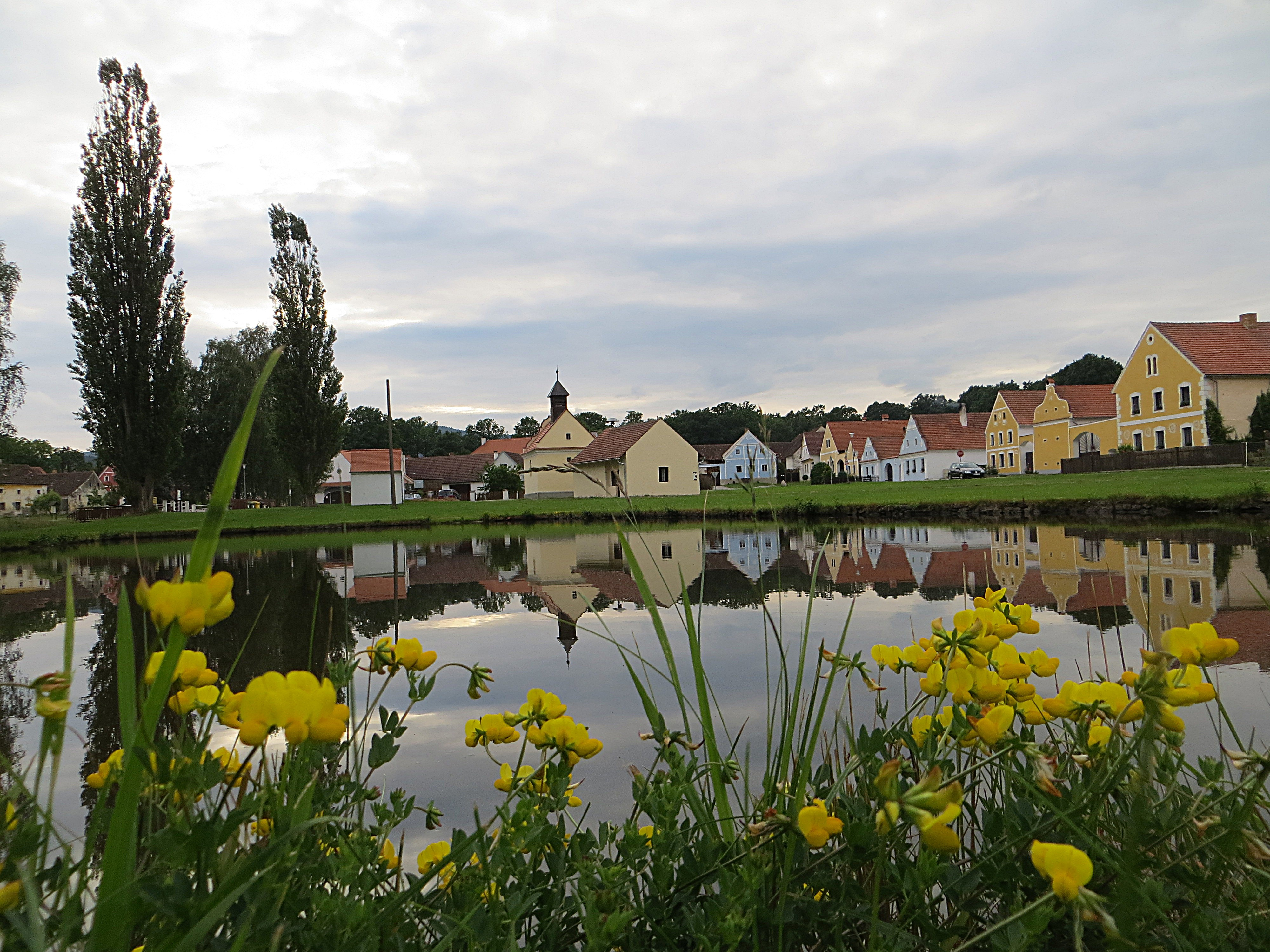
Záboří – Dorfplatz mit Dorfteich

Záboří befindet sich in einer Teichlandschaft am nordöstlichen Rand des Blanský les. Der Ort wird vom Bach Zábořský potok durchflossen.
Nordöstlich liegen die Teiche Dehtář und Posměch, im Süden der Kamenný rybník und der Roubíček. Nördlich erhebt sich der Zádušní vrch (454 m), im Osten der Bor (455 m), südöstlich der Velký Bor (472 m) und der Doubí (496 m), im Süden der Malý vršek (480 m), südwestlich die Vysoká Běta (803 m), im Westen der Chrášťanský vrch (780 m) sowie nordwestlich die Buková hora (650 m) und die Kamenná (485 m).
Nachbarorte sind Strýčice und Radošovice im Norden, Dehtáře und Holubovská Bašta im Nordosten, Curna, Špicuk, Tesař, Kalouch, Jaronice und Křenovice im Osten, Čakov, Borovka, Čakovec und Jankov im Südosten, Holašovice im Süden, Lipanovice im Südwesten, Perglův Mlýn und Dobčice im Westen sowie Dolní Chrášťany, Chvalovice und Babice im Nordwesten.

### Gemeindegliederung
Die Gemeinde Záboří besteht aus den Ortsteilen Dobčice (Dobschitz), Lipanovice (Linden) und Záboří sowie die Einschicht Pergerův Mlýn (Pergermühle).
Das Gemeindegebiet gliedert sich in die Katastralbezirke Lipanovice und Záboří u Českých Budějovic.

### Nachbargemeinden
| Chvalovice u Netolic | Strýčice                                    | Radošovice u Českých Budějovic        |
| Lhenice              | Kompassrose, die auf Nachbargemeinden zeigt | Žabovřesky, Čakov u Českých Budějovic |
| Brloh pod Kletí      | Nová Ves u Brloha                           | Jankov                                |

## Geschichte
Die erste schriftliche Erwähnung von Zabore erfolgte im Jahre 1263, als der Ritter Budivoj Čéč von Železnice das Dorf dem Kloster Hohenfurth verkaufte. Die Pandemie der Pest von 1520/21 ließ das Dorf veröden. Die Herren von Rosenberg als Schutzherren des Klosters ließen die dem Kloster gehörigen verödeten Dörfer in den 1530er Jahren mit Pfälzer Schwaben wiederbesiedeln, dadurch bildete sich eine deutsche Sprachinsel. Am 28. Februar 1822 gelang Abt Isidor Teutschmann die Loslösung des Klosters von der Herrschaft Krumau. Im Jahre 1840 bestand Saboř aus 28 Häusern mit 256 Einwohnern. Zum Dorf gehörte die einschichtige Bergmühle. Pfarrort war Stritzitz. Bis zur Mitte des 19. Jahrhunderts blieb das Dorf zur Stiftsherrschaft Hohenfurth untertänig.
Nach der Aufhebung der Patrimonialherrschaften bildete Saborz ab 1850 mit den Ortsteilen Stritzitz und Hollschowitz eine Gemeinde in der Bezirkshauptmannschaft Budějovice/Budweis. Im Jahre 1869 schloss sich die Gemeinde Linden (Lipanovice) mit dem Ortsteil Dobschitz (Dobčice) an Saborz an. Im Jahre 1914 hatte die Gemeinde Saborz bzw. Saboř / Záboř 803 Einwohner, davon 792 Deutsche und elf Tschechen. Im Dorf Saborz lebten 246 Deutsche. Nach dem Münchner Abkommen wurde die Gemeinde Sabor bzw. Saborsch 1938 dem Deutschen Reich zugeschlagen und gehörte bis 1945 zum Kreis Krummau an der Moldau. Im Jahre 1930 lebten in der Gemeinde 875 Personen, 1939 waren es 817. Nach dem Ende des Zweiten Weltkrieges kam Záboří zur Tschechoslowakei zurück und wurde wieder Teil des Okres České Budějovice. Nachdem 1946 der größte Teil der deutschen Bevölkerung vertrieben worden war, lebten in Záboří nur noch drei Familien. Das Dorf wurde mit tschechischen Siedlern aus dem Binnenland wiederbesiedelt. Insgesamt lebten nach der Vertreibung in Záboří, Dobčice und Lipanovice nur noch 17 altangesessene Familien. Im Jahre 1950 erfolgte die Umgemeindung des Ortsteils Strýčice nach Radošovice. 1964 wurde auch Holašovice von Záboří abgetrennt und der Gemeinde
Jankov zugeschlagen.
Záboří wurde 1995 zum Denkmalschutzgebiet der Volksarchitektur erklärt, die Ortsteile Dobčice und Lipanovice besitzen diesen Status bereits seit 1990. Kennzeichnend für das Ortsbild ist die für die Gegend typische Volksarchitektur des südböhmischen Bauernbarocks. Das Zentrum des Dorfes bildet ein Dorfanger mit Kapelle und Teich, um den die Gehöfte und die noch erhaltene Dorfschmiede angelegt wurde.

## Sehenswürdigkeiten

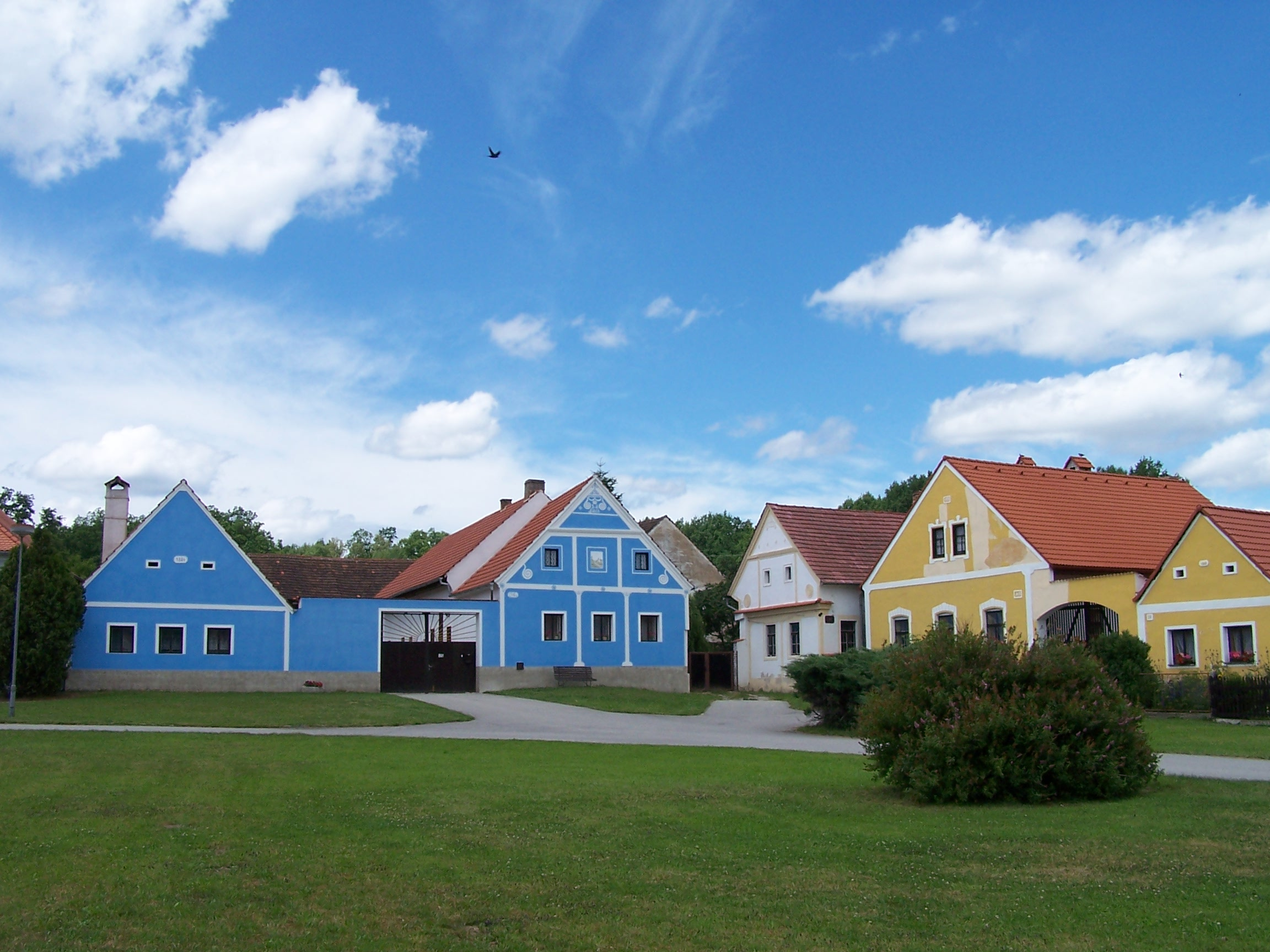
Gehöfte im Bauernbarock

- Zahlreiche Giebelhöfe im südböhmischen Bauernbarock
- Kapelle auf dem Dorfanger, 1841 erbaut
- Ehemalige Dorfschmiede
- Entlang des Zábořský potok befindet sich eine Allee, an deren Anfang auf dem Anger 1852 ein gemauerter Schrein mit Darstellung der Leiden Christi steht, der als Gewölbe über dem Bach errichtet wurde
- Vorzeitliche Grabstätte im Wald Dřeviny an der Landstraße nach Lipanovice
- Kapelle an der Straße nach Čakov aus dem Jahre 1843